# ファーティマ朝のエジプト征服
ファーティマ朝のエジプト征服（ファーティマちょうのエジプトせいふく）は、969年7月に将軍のジャウハル・アッ＝スィキッリーが率いるファーティマ朝軍が、アッバース朝の宗主権のもとで独立政権を築いていたイフシード朝統治下のエジプトを征服した事件である。
イスラーム教シーア派の一派であるイスマーイール派によって909年にイフリーキヤ（現代のチュニジアとアルジェリア北東部）で建国されたファーティマ朝は、建国当初からスンニ派のアッバース朝の打倒とイスラーム世界の統一を掲げて東方への進出を目指していたが、ファーティマ朝はエジプトの征服によってその目標に近づくとともに、イスラーム世界の指導者の地位と正統性をめぐるそれぞれの政治勢力と宗派の対立と発展に大きな影響を与えることになった。

## 概要
ファーティマ朝は909年にイフリーキヤで政権を築いた直後からエジプトへの侵略を繰り返していたものの、依然として強力であったアッバース朝の前に失敗を続けていた。しかし、960年代までにファーティマ朝が統治体制を整備して国力を増した一方で、アッバース朝の総督としてエジプトで自立したイフシード朝政権は長引く危機に直面していた。対外勢力の襲撃と深刻な飢饉に見舞われていたイフシード朝は、968年に強力な指導者であったアブル＝ミスク・カーフールが死去したことでさらに状況が悪化することになった。カーフールの死去の結果生じた権力の空白は、エジプトの首都のフスタートにおいてさまざまな派閥間の抗争を引き起こした。さらに、同時期に進行していた地中海東部のイスラーム勢力に対するビザンツ帝国（東ローマ帝国）の攻勢が危機の様相を深め、その一方ではファーティマ朝の教宣員が公然とエジプトで活動していた。エジプトの支配層は次第に不安定で危機的な状況を終わらせることを望むようになり、ファーティマ朝による征服の可能性を受け入れ、それを待ち望むまでになった。
この好機に対してファーティマ朝のカリフのアル＝ムイッズ・リッ＝ディーン・アッラーフは、エジプトを征服するための大規模な遠征軍を組織した。ジャウハルに率いられた遠征軍は969年2月6日にイフリーキヤのラッカーダから出発し、3か月後にナイルデルタに入った。イフシード朝の支配層は交渉によって平和裏に降伏することを望んだ。これに対してジャウハルは安全を保障する令状（アマーン）を発行し、エジプトの代表者と大衆の権利を尊重してビザンツ帝国に対するジハード（聖戦）を開始すると約束した。ファーティマ朝の軍隊は6月29日から7月3日にかけてナイル川の横断を阻止しようとするイフシード朝の部隊の抵抗を退け、一方では混乱の中でファーティマ朝の教宣員の一団がフスタートの支配権を掌握し、ムイッズへの臣従を宣言した。ジャウハルはアマーンを再度保障して7月6日に都市を占領し、7月9日の金曜礼拝のフトバ（説教）はムイッズの名で読み上げられた。
続く4年の間ジャウハルはエジプトの総督を務め、反乱を鎮圧して新しい首都となるアル＝マンスーリヤ（後のカイロ）の建設を開始した。ジャウハルはイフシード朝がかつて領土としていたシリアへの勢力の拡大とビザンツ帝国に対する攻撃に乗り出したが、これらの行動は裏目に出ることになった。当初はイフシード朝の残存勢力の掃討に成功したものの、ビザンツ帝国とカルマト派に対しては敗北を喫し、エジプト自体もカルマト派による襲撃に直面した。しかし、カルマト派の侵攻はフスタートのすぐ北の地点で撃退することに成功した。973年にムイッズはエジプトに移り、アル＝マンスーリヤをアル＝カーヒラ・アル＝ムイッズィーヤ（カイロ）と改名してそこに住居を定めた。その後カイロは1171年にサラーフッディーンによって王朝が廃されるまでファーティマ朝の首都であり続けた。

## 背景 — 初期のファーティマ朝によるエジプト征服の試み
909年にイフリーキヤでファーティマ朝（909年 - 1171年）が成立した。ファーティマ朝の始祖であるイスマーイール派の指導者は、その数年前に本拠地のシリアから逃がれ、自らの教宣員によるベルベル人のクターマ族への改宗運動が大きな成果を見せていたマグリブに向かった。そしてその指導者が姿を隠し続けている間に教宣員のアブー・アブドゥッラー・アッ＝シーイーに率いられたクターマ族がアグラブ朝の支配を打倒した。その後に指導者は姿を現し、アブドゥッラー・アル＝マフディー・ビッラーフと名乗り、自らをカリフと宣言した。アッバース朝の西縁における地方政権として留まることに甘んじていたアグラブ朝とは対照的に、ファーティマ朝はイスラーム世界の統一を主張した。ファーティマ朝のカリフはイスラームの開祖ムハンマドの娘でアリー・ブン・アビー・ターリブの妻であるファーティマの子孫であると主張し、同時にシーア派の一派であるイスマーイール派の指導者であり、その信者は地上における神の代理人であるイマームとしてのカリフの神聖な地位を認めていた。そのため、ファーティマ朝は政権の樹立をスンニ派のアッバース朝を打倒してイスラーム世界全体の指導者としての正当な地位を取り戻すための最初の段階であるとみなしていた。
このような王朝の理念に従い、イフリーキヤにおける支配の確立に続く次の目標を、シリアと敵対勢力のアッバース朝の本拠地であるイラクへ続く途上に位置するエジプトに定めた。カリフの後継者に指名されていたアル＝カーイム・ビ＝アムル・アッラーフの指揮の下で914年に最初のエジプトへの侵攻に乗り出した。ファーティマ朝の軍隊はバルカ（キレナイカ）、アレクサンドリア、そしてファイユーム・オアシスを占領したものの、エジプトの首都であるフスタートの占領には失敗し、シリアとイラクからアッバース朝の援軍が到着した結果、915年には追い返されることになった。ファーティマ朝の二度目の侵攻は919年から921年にかけて実行された。軍隊は再びアレクサンドリアを占領したものの、フスタートの前で撃退され、海軍は破壊された。カーイムはファイユーム・オアシスへ移動したが、到着したばかりのアッバース朝の部隊を前にしてその地を放棄し、砂漠を越えてイフリーキヤへ撤退することを余儀なくされた。これらの初期の侵攻の試みが失敗に終わった原因は、主としてファーティマ朝の補給線が過度に拡大し、同時にアッバース朝の援軍が到着する前に決定的な成功を収められなかったことにあった。それでもなお、ファーティマ朝はエジプトを脅かす前進基地としてバルカを手に残した。

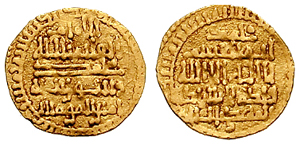
第2代のファーティマ朝のカリフであるアル＝カーイム・ビ＝アムル・アッラーフのディナール金貨。カーイムは父親の後継者として失敗に終わった最初の二度のエジプトへの侵攻を率いた。

930年代にアッバース朝が広範囲にわたる深刻な危機に陥っていた時に、ファーティマ朝はエジプトで935年から936年にかけて続いた軍の派閥間の抗争に付け込んで再び行動を起こした。しかし、この抗争で勝利を収めたのはファーティマ朝ではなくトゥルク人の将軍のアル＝イフシード・ムハンマド・ブン・トゥグジュだった。イフシードは名目上はアッバース朝の総督であったものの、エジプトとシリア南部の支配権を確立し、事実上の独立政権としてイフシード朝を成立させた。ファーティマ朝の軍隊は一時的にアレクサンドリアを占領したが、短期間でイフシードの軍隊によって追い返された。イフシードはエジプト占領後に起こったバグダードとの紛争中にファーティマ朝の支援を求めることをためらわず、自分の娘とカーイムの結婚による同盟さえ持ちかけていた。しかし、アッバース朝の宮廷がイフシードの統治と称号を再確認したことで、イフシードはこの提案を取り下げた。
ファーティマ朝側では930年代後半までに王朝を権力の座につけた当初の革命的な熱意が衰え、普遍的な統治の理念が忘れ去られたわけではなかったものの、943年から947年にかけて続いたベルベル人のハワーリジュ派の指導者であるアブー・ヤズィードによる大規模な反乱に直面したために、その歩みは中断されることになった。この反乱はファーティマ朝政権を崩壊寸前まで追い詰め、反乱を鎮圧した後においても、しばらくの間は地中海西部における地位の回復に専念していた。この間、エジプトは比較的平和な状態が保たれていた。946年にイフシードが死去した後、奴隷出身の黒人宦官でイフシードが軍の最高司令官に任命していた実力者のアブル＝ミスク・カーフールの手に権力が渡った。その後の20年間、カーフールはイフシードの息子たちが統治者の地位に就いていた裏で実権を握っていたが、966年には自らが統治者となって支配した。

## 状況の変化 — 960年代のエジプト
10世紀の三分の二が経過する間に勢力の均衡がファーティマ朝にとって有利な状況へ変化していった。ファーティマ朝が統治体制を強化した一方で、アッバース朝は官僚、宮廷、そして軍の派閥間の絶え間ない権力争いによって弱体化した。野心を持つ地方の統治者によって遠方の地域が徐々に失われ、勢力範囲はイラクに限定されるまで縮小した。そして946年以降はアッバース朝のカリフ自身がブワイフ朝の無力な傀儡となるまで衰えた。
960年代までにイフシード朝はアッバース朝と同様に国内の緊張と外部の圧力が組み合わさる危機に直面していた。ヌビアのキリスト教国であるマクリア王国が南方から侵略を開始し、一方、西方ではベルベル系のラワタ族がアレクサンドリア周辺の地域を占領した。さらにラワタ族はイフシード朝の軍隊に対抗するために西部砂漠の地元のベドウィン部族と同盟を結んだ。シリアでは特にバフライン（東アラビア）に拠点を置くイスマーイール派の分派であるカルマト派の侵入と、これと並行して起きていたベドウィンの不満の高まりがイフシード朝の統治を不安定なものにした。カルマト派はたびたびベドウィンと連携して隊商やメッカへの巡礼者を襲撃したが、イフシード朝はこれらの攻撃に対処することができなかった。このような状況下でエジプトからイラクへの陸路は実質的に寸断された状態にあった。現代の学者たちはこれらの出来事のうち少なくともいくつかは背後でファーティマ朝が関与していたのではないかと疑っている。フランスの東洋学者のティエリ・ビアンキによれば、アスワン一帯を略奪した956年のマクリア王国の襲撃は「おそらくファーティマ朝によって密かに支援されていた」。そして歴史家のマイケル・ブレットは、シリアにおけるベドウィンとカルマト派の攻撃へのファーティマ朝の関与は「多くの場合存在したと考えられる」が、関与についての「明確な証拠はない」として注意を促している。

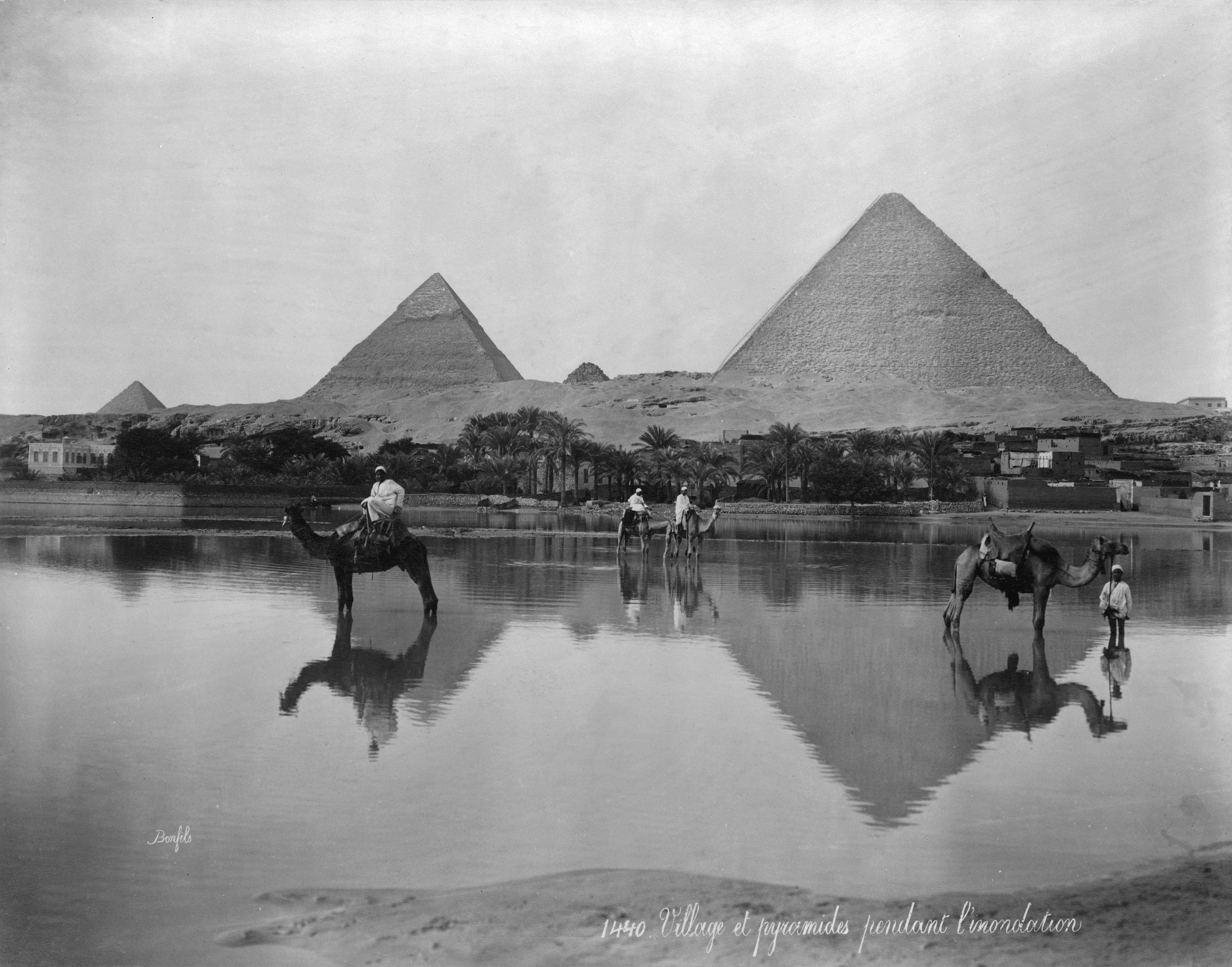
ナイル川の氾濫期の村とギーザの三大ピラミッド（1890年代）。エジプトは960年代に著しいナイル川の水位低下に見舞われ、深刻な飢饉を招いた。

エジプト国内の情勢は962年に始まったナイル川の水位の低下を契機として悪化していった。967年の氾濫は初期のイスラーム時代に記録された中では最低の水位を記録し、その後の3年間の川の水位は通常を大きく下回ったままであった。熱風とワタリバッタの大群が多くの農作物を破壊し、当時知られていた限りでは最悪の飢饉を招き、さらにネズミが媒介する疫病の大流行が事態を一層悪化させた。その結果、食料品の価格が急激に上昇し、968年までに鶏肉の価格は飢饉前の25倍、卵は50倍となった。首都のフスタートは最も大きな打撃を受けた。バグダードに次いでイスラーム世界で最も人口の多い都市であったフスタートは、飢饉と疫病の流行（ファーティマ朝統治時代の初期まで続いた）によって荒廃した。収穫量の減少によって国庫への収入が減少し、支出も削減された。これは影響力のある宗教界にも直接影響を与えた。俸給の未払いが続いただけでなく、モスクの維持のための資金が消え、安全を保証するために必要な人員と資金を提供できなくなったことで、965年以降メッカへの巡礼団は完全に姿を消した。
さらに、960年代には皇帝ニケフォロス2世フォカス（在位：963年 - 969年）の下でビザンツ帝国（東ローマ帝国）がイスラーム世界を侵食しながら拡大し、クレタ島とキプロス島、さらにはキリキアを占領してシリア北部へ進出した。これらの侵攻に対するイフシード朝政権の対応は及び腰で効果のないものだった。クレタ島に対しては何の支援にも動かず、キプロス島の占領に対応して送られた艦隊はビザンツ帝国海軍によって撃破され、エジプトとシリアの海岸地帯は無防備な状態のまま放置された。エジプトのイスラーム教徒はジハードを求めて抗議し、イスラーム教徒が始めたキリスト教徒への迫害は困難の末に鎮圧された。イフシード朝とその宗主であるアッバース朝の効果のない対応とは対照的に、ファーティマ朝は政治的な宣伝のためにビザンツ帝国の侵攻をいち早く利用した。当時、ファーティマ朝はイスラームの精力的な推進者としてイタリア南部におけるビザンツ帝国との戦いを成功裏に進めていた。ビザンツ帝国の攻勢は、同時期に起こっていたシリア中部におけるベドウィンとカルマト派の略奪行為と相まって、飢饉の際に通常頼りとしていたシリアの小麦をエジプトから奪うことにもつながった。
このような内部の問題と外部の脅威を背景として、かつての帝国の大君主の恒久的な衰退の後を受けたファーティマ朝による支配の実現は、エジプト人にとってますます魅力的な可能性と考えられるようになった。

## イフシード朝政権の崩壊

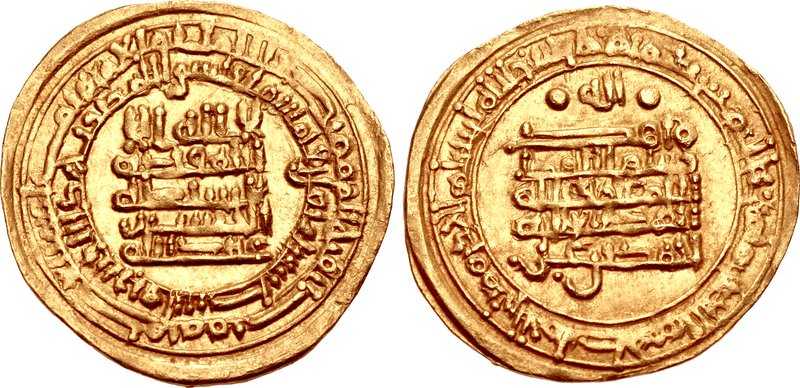
パレスチナのラムラでヒジュラ暦358年（西暦968年/969年）に鋳造された最後のイフシード朝の統治者であるアブル＝ファワーリス・アフマドの名が刻まれたディナール金貨。

968年4月にカーフールが後継者を定めることなく死去したことで、イフシード朝政権は機能不全の状態に陥った。イフシードの娘と結婚し、息子が統治者の地位を継承する希望を抱いていたカーフールの宰相（ワズィール）のジャアファル・ブン・アル＝フラートは、権力の掌握を試みたものの官僚層以外の支持基盤を欠いていた。一方で軍は互いに対立する派閥に分裂した（主にイフシードによって取り立てられたイフシーディーヤとカーフールによって取り立てられたカーフーリーヤ）。軍の指導者たちは自らの派閥からカーフールの後継者を立てることを望んでいたが、イフシード家と民衆、そして宗教勢力の有力者による反対に直面して撤回を強いられた。
最初にさまざまな派閥間でイフシードの11歳の孫のアブル＝ファワーリス・アフマド・ブン・アリーを名目上の統治者として擁立し、その叔父でパレスチナ総督のアル＝ハサン・ブン・ウバイドゥッラーが摂政、ジャアファル・ブン・アル＝フラートがワズィール、そして奴隷兵（グラーム）出身のシャムール・アル＝イフシーディーが軍の最高司令官として権力を分担することで合意が成立した。しかしながら、イフシード朝の支配層における個人や派閥間の対抗意識が表面化したことで、合意はすぐに破綻した。イフシーディーヤを率いていたニフリール・アッ＝シュワイザーンとカーフーリーヤを率いていたファナクが衝突した結果、ファナクとその部下がパレスチナのラムラまで逃亡した出来事に見られるように、シャムールには軍に対するあらゆる実効的な権力が欠けていた。一方でジャアファル・ブン・アル＝フラートは政敵の拘束の乗り出し、それによって実質的に政府、さらには決定的な問題として徴税の機能を停止させた。摂政のアル＝ハサン・ブン・ウバイドゥッラーは11月にパレスチナからエジプトに到着してフスタートを占領し、ジャアファル・ブン・アル＝フラートを投獄した。しかし権力を確立する試みは失敗に終わり、969年の初めに首都を放棄してパレスチナへ戻った。そしてエジプトは実質的な無政府状態のまま残された。
歴史家のヤーコフ・レフは、このような行き詰まりに直面したエジプトの支配層には「外部の介入を求める選択」だけが残されたと記している。当時の国際情勢を踏まえると、ファーティマ朝のみがその選択可能な対象であった。複数の中世の史料では、民間と軍事指導者からの書簡がイフリーキヤのファーティマ朝のカリフであるアル＝ムイッズ・リッ＝ディーン・アッラーフ（在位：953年 - 975年）のもとへ送られたと記録されている。イフリーキヤではエジプトへの新たな侵攻の準備がすでに本格化していた。

## ファーティマ朝の準備

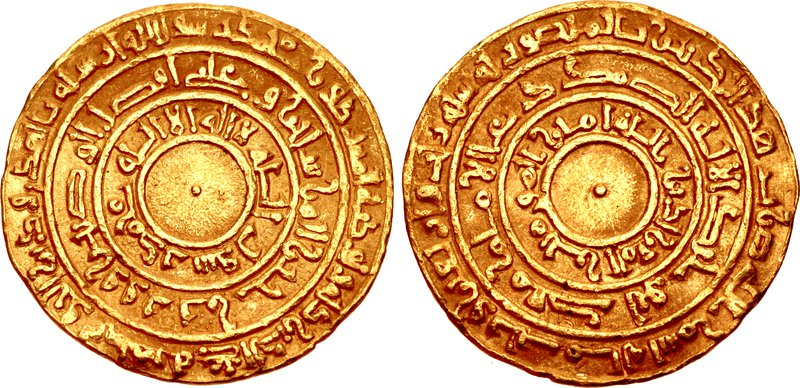
ヒジュラ暦343年（西暦954年/955年）にマンスーリヤで鋳造されたムイッズのディナール金貨。ムイッズは先代までのカリフとは異なり、硬貨にイスマーイール派の主張を記した銘文を刻んだ。また、同心円の意匠はイスマーイール派の信仰を象徴している。

統治の最初の数年の間、ムイッズはマグリブ西部への支配の拡大と、シチリア島と南イタリアにおけるビザンツ帝国との戦争に専念していたが、歴史家のポール・E・ウォーカーによれば、ムイッズは、明らかに「その治世の初期からエジプトの征服を意図していた」。ムイッズはすでに965年もしくは966年に食糧の備蓄とエジプトに対する新たな侵略の準備を始めていた。965年までにジャウハル・アッ＝スィキッリーの指揮の下でムイッズの軍隊がコルドバを首都とする後ウマイヤ朝に勝利を収めてその利権を奪回し、かつて910年代と920年代にファーティマ朝の将軍によって征服された現代のアルジェリア西部とモロッコに対するファーティマ朝の支配を回復させた。シチリア島ではファーティマ朝の総督が島内の最後のビザンツ帝国の拠点を制圧してイスラーム教徒による島の征服を完了し、さらにこれに応じて派遣されたビザンツ帝国の遠征軍を撃退した。これらの成功に続いて967年にはファーティマ朝とビザンツ帝国の間で停戦が成立し、両国は余力を残して東方における計画を自由に追求できるようになった。ビザンツ帝国はアレッポのハムダーン朝に対する計画を進め、一方でファーティマ朝はエジプトに対する計画を進めた。ファーティマ朝のカリフは野心を隠さず、交渉中にビザンツ帝国の大使に対して次の交渉はエジプトで行われるであろうと豪語すらしていた。

### 軍事面の準備

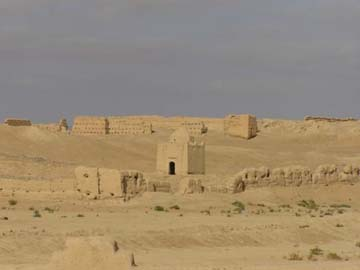
8世紀から14世紀にかけてサハラ交易で栄えたシジルマーサの遺跡。

ムイッズは以前のカリフたちの下で性急に進められた遠征とは異なり、エジプトへの困難な試みに対して注意深く準備を進め、莫大な資源と時間を注ぎ込んだ。15世紀のエジプトの歴史家のマクリーズィーによれば、カリフはこの目的のために24,000,000ディナールの金貨を費やした。ヤーコフ・レフはこの数字を「額面通りに受け取るべきではないだろう」と指摘しているが、それでもこの事業への「ファーティマ朝が利用できた資源についての考察を与えている」と述べている。ムイッズがこのような莫大な額を積み立てることができたという事実は、ファーティマ朝統治下の各地域がサハラ以南との交易に課せられた税金によって豊かな財政状態にあったことを示している。ファーティマ朝の年間歳入の半分に相当するおよそ400,000ディナールが951年から952年にかけてのシジルマーサの国境貿易から単独でもたらされ、サハラ以南のアフリカから大量の高品質の金が輸入されていた。これらの資金は目前に迫った遠征のために課された968年の特別税によってさらに増強された。
マグリブで勝利を収めたばかりのジャウハルは、966年にクターマ族の本拠地である小カビリアへ派遣され、そこで兵士を募り、資金を調達した。968年12月にジャウハルは新しいベルベル人の部隊と500,000ディナールを携えてファーティマ朝の首都に帰還した。バルカの総督はエジプトへの道を通過するにあたっての準備を進めるように命じられ、新しい井戸がその道に沿って一定の間隔で掘られた。この細心の注意を払った準備もファーティマ朝政権の軍事力と安定性の向上を反映している。ヤーコフ・レフが指摘するように、「最初にエジプトに向けて派遣された軍隊は規律が欠如しており、エジプトの住民に恐怖を与えていた」。一方、ムイッズによって作り上げられた軍隊は「非常に大規模で、高い俸給を与えられ、規律が保たれていた」。この冒険的な事業は遠征の総指揮権を与えられたジャウハルの手に委ねられた。カリフは行軍のルートに沿った町の統治者はジャウハルの面前で降りてその手に口づけをしなければならないと命じた。

### エジプトにおける宣伝工作
イスラーム世界では10世紀初頭に反アッバース朝を掲げ、ファーティマ朝の母体となったイスマーイール派の教宣活動が広まり、イスマーイール派の支持者はアッバース朝の宮廷にまで浸透していた。後に初代のファーティマ朝のカリフとなるイスマーイール派の指導者のアブドゥッラー・アル＝マフディー・ビッラーフは、904年に独立政権を築いていたトゥールーン朝が統治するエジプトへ避難場所を求め、アッバース朝が905年の初頭にエジプトの支配を回復するまで、およそ1年間フスタートで支持者とともに姿を隠していた。その後、アル＝マフディー・ビッラーフが西方のシジルマーサへ逃れていた間、協力者のアブー・アブドゥッラー・アル＝シーイーが他の地域の教宣活動のネットワーク（ダーワ）との連絡を維持するために残された。

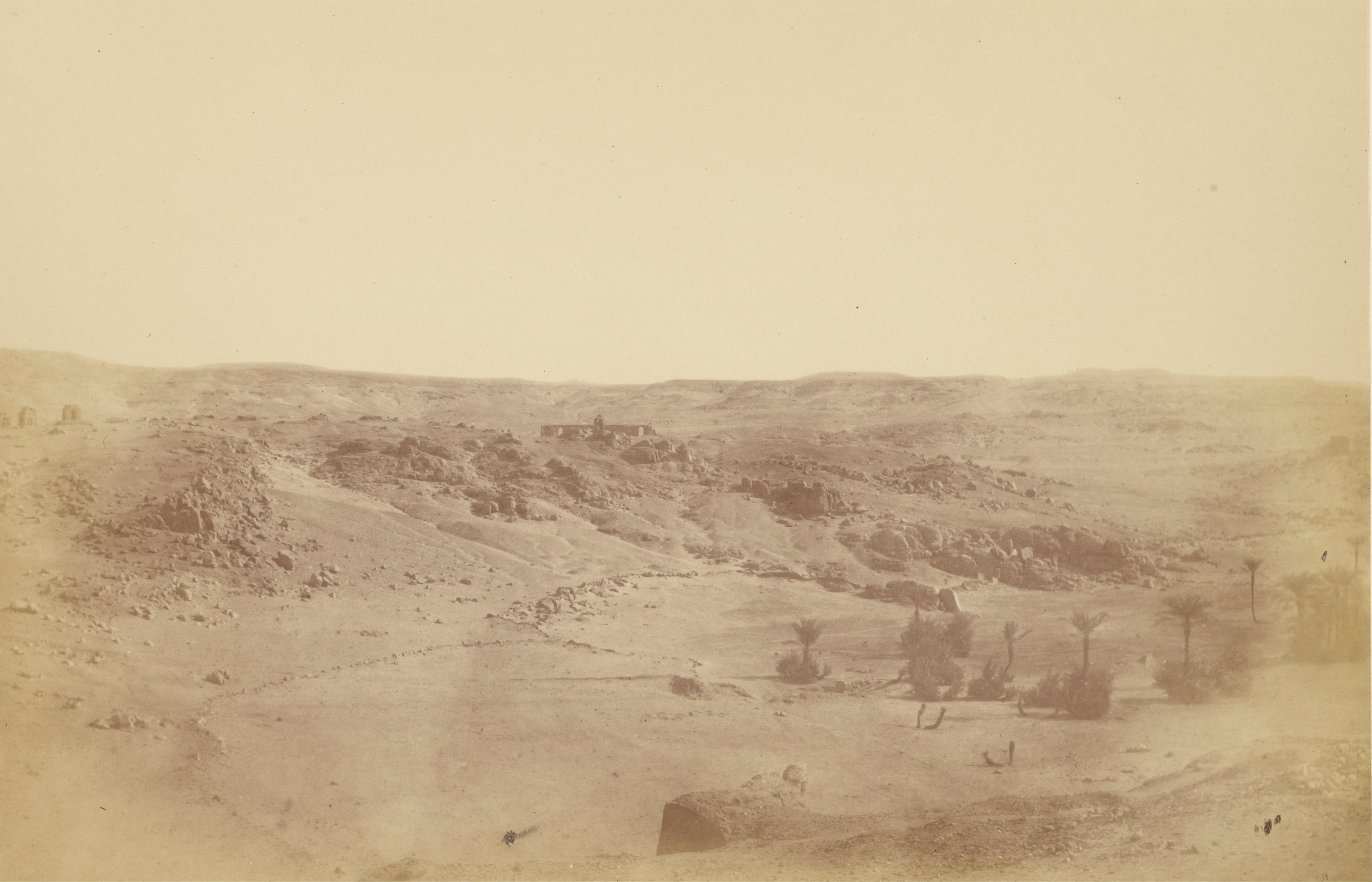
フスタートの遺跡の外観（1865年）

エジプトにおけるファーティマ朝の工作員とその同調者の活動は、919年の二度目の侵攻に至るまでの間の917年か918年に著された史料によってその存在が裏付けられている。エジプトの総督は侵攻してきたファーティマ朝の軍隊と連絡を取り合っていた数人の工作員を拘束した。エジプトへの初期の侵略の試みが失敗に終わった後、ファーティマ朝はより一層宣伝行為と政権の転覆に向けた活動に重点を移すことになった。フスタートは民族的、宗教的に多様な住民を抱える重要な商業の中心地であったため、ファーティマ朝の工作員はフスタートで容易に浸透することができた。驚くべきことに、ファーティマ朝の教宣員の代表団はカーフールによって公に受け入れられ、ダーワは組織を立ち上げ、フスタートで公然と活動することが認められた。組織の工作員は「ファーティマ朝の支配はカーフールの死後にのみ始まるであろう」と強調した。
ダーワの指導者で裕福な商人であったアブー・ジャアファル・アフマド・ブン・ナスルは、ワズィールのジャアファル・ブン・アル＝フラートを含む地元の支配層との友好的な関係を維持しており、おそらくその一部には賄賂が贈られていた。安定をもたらし、正常な商取引が回復することに特別な関心を抱いていた都市の商人は、アフマド・ブン・ナスルの発言にとりわけ敏感であった。さらに一部の史料では、摂政のアル＝ハサン・ブン・ウバイドゥッラーはアフマド・ブン・ナスルの影響下にあったと主張している。フスタートで軍隊が暴動を起こした時、アフマド・ブン・ナスルはアル＝ハサンにムイッズへ介入を要請するように助言し、暴動の影響に関する書簡を直接カリフへ送った。その間にアフマド・ブン・ナスルを補佐していたジャービル・ブン・ムハンマドが都市の居住区にダーワを組織し、予期されるファーティマ朝の軍隊の到来の際に掲げることができるようにファーティマ朝の旗を配布した。また、ファーティマ朝は政敵のジャアファル・ブン・アル＝フラートによって投獄される前にワズィールになる野心を抱いていたユダヤ人改宗者のヤクーブ・ブン・キッリスによる支援も受けた。ヤクーブ・ブン・キッリスは968年9月にイフリーキヤへ逃亡してそこでイスマーイール派に改宗し、エジプトの情勢に関する知識をもってファーティマ朝を助けた。イフシード朝の支配層は完全に蝕まれた状態にあった。一部のトゥルク人の将軍たちがムイッズに書簡を送ってエジプトを征服するように求めたと記録されているが、現代の一部の歴史家はジャアファル・ブン・アル＝フラートでさえファーティマ朝を支持する一派に加わっていたのではないかと疑っている。
これらの出来事に関して、現代の歴史家は実際の侵攻に先立ったファーティマ朝の「巧みな政治宣伝」（マリウス・カナール）の重要性を強調している。飢饉がエジプトに与えた影響とイフシード朝政権の政治危機も相まって、この「心理的、政治的な準備のための集中的な期間」（ティエリ・ビアンキ）は軍事力よりも決定的な影響を与えたことが明らかとなり、征服が迅速かつ多くの困難を伴うことなく実行されることを可能にした。さらに、ビザンツ帝国がシリア北部で前進を続けているという情報によって引き起こされた968年の恐慌状態もファーティマ朝の目標を助けることにつながった。その一方でアッバース朝と連携した地域内のイスラーム勢力によるビザンツ帝国への抵抗は貧弱なものであり、ビザンツ帝国は自由にシリア北部を襲撃して回り、多数のイスラーム教徒の捕虜を獲得した。

## エジプトへの侵攻と征服
ジャウハルは968年12月26日にラッカーダで自身の天幕を設置し、ジャウハルの指揮の下で遠征軍の招集が始まった。カリフのムイッズは、ほぼ毎日近接するマンスーリヤの宮殿から規模が拡大していく野営地の様子を視察に来た。アラブの史料では、招集された軍隊は100,000人を超える規模であったと記録されており、強力な海軍の戦隊を伴い、戦争資金として1,000個を超える金貨で満たされた箱が準備された。969年2月6日にカリフが自ら進行役を務める正式な式典が開催された。そこでカリフはジャウハルに全権を授与し、式典の後に続いて軍隊が出発した。ジャウハルに全権が与えられたことの証として、カリフとジャウハルだけが式典中の騎乗を許された。カリフの息子や兄弟を含む他のすべての要人は、馬から降りてジャウハルに敬意を表すように命じられた。ムイッズは新しい総督に授けられた権威をさらに強調するために、しばらくの間騎乗して軍隊に同行し、その日に自身が着用した豪華な衣装をジャウハルに与えた。軍隊はバルカに向けて進軍し、そこでヤクーブ・ブン・キッリスが軍隊に加わった。
ファーティマ朝の軍隊は969年5月にナイルデルタに入った。ジャウハルは抵抗を受けることなくアレクサンドリアを占領し、アレクサンドリアに近いデルタ地帯の西端に位置するタッルージャに要塞化した野営地を築いた。その一方で前衛部隊はファイユーム・オアシスに向かって進軍した。ジャウハルの軍隊はエジプトに入ったときには全く抵抗に遭うことがなく、すぐに海からファイユームに至るまでのナイル川西岸の支配を手に入れた。その後ジャウハルは動きを止め、フスタートの反応を待ち構えた。

### ジャウハルのアマーン
エジプトの行政の中心地であり最大の都市であるフスタートはエジプトを支配するための鍵であった。ファーティマ朝は自身の経験からそのことをよく認識していた。以前の侵略ではファーティマ朝はエジプトの大部分を占領することに成功したものの、フスタートの占領に失敗したことが軍事行動の帰趨を決めた。ヤーコフ・レフは、イフシードがたどった道程と969年のジャウハルの成功を例に、反対に「地方を完全には占領下に置かなかったにもかかわらず、中心地を征服したことが国の運命を決定づけた」として、これをその証拠として挙げている。
6月初旬にフスタートの指導者の一団がその要求、特に個人の安全と財産、そして地位の保証を求める内容を記した一覧を作成し、その一覧を携えた使節団をジャウハルに派遣した。さらに、唯一大規模な軍事組織を率いていたイフシーディーヤの指導者であるニフリール・アッ＝シュワイザーンが、これらの内容に加えて聖地であるメッカとマディーナの総督として自分を指名するように要求した。しかし、ヤーコフ・レフは、この要求は「非現実的」であり、明らかに「ファーティマ朝に特有な宗教面への敏感さに対する理解が完全に欠如」しているとしてこの要求の存在を否定している。使節団はアシュラーフの一族の指導者であるフサイン家のアブー・ジャアファル・ムスリム、ハサン家のアブー・イスマーイール・アッ＝ラッスィー、およびアッバース家のアブル＝タイイブの3名、そしてフスタートの司法長官（カーディーの長官）であるアブー・ターヒル・アッ＝ズフリーとファーティマ朝の教宣員を率いるアフマド・ブン・ナスルからなっていた。
国の平和的な降伏と引き換えに、ジャウハルはムイッズの代理人として安全を保障する令状（アマーン）とエジプトの全住民への公約を記した一覧を公布した。ヤーコフ・レフが指摘するように、アマーンは「新体制の政治的な計画と宣伝を記した声明書」であった。より具体的には、アマーンは東方のイスラーム世界における敵 — 明示はしていないもののビザンツ帝国を暗に示している — からイスラーム教徒を保護するために侵攻したという正当性を説明するための試みとして公表された。この声明は国内の工作員によってファーティマ朝にもたらされたエジプトの実情に関する詳細な情報を明らかにし、秩序の回復と巡礼路の保護、ないしは違法な徴税の撤廃や貨幣の質の改善といった新体制が取り組むべきいくつかの具体的な改善内容を提案していた。巡礼者を保護するという公約は、東洋学者のウィルファード・マーデルングの言葉を借りれば、カルマト派に対する「明らさまな宣戦布告」であり、ジャウハルは文章の中でその名前を明記して罵っている。イスラームの宗教者層（説教師や法学者など）に対しては、俸給を支払い、既存のモスクを復旧し、新しいモスクの建設を約束することで懐柔を試みている。
最も重要な点は、イスラームの単一性、そして預言者とイスラームの初期の世代の「真のスンナ」への回帰を強調することによって文章を終えている点であり、それによってスンニ派とシーア派が共通して支持する立場に立っていることを主張している。しかし、その文章の言い回しはファーティマ朝の真の意図を隠していた。なぜならば、イスマーイール派の教義によれば、「真のスンナ」の真の継承者でありそれを解する者はファーティマ朝のイマームでありカリフとされていたためである。公の儀式と法学（フィクフ）における極めて重要な争点において、ファーティマ朝がイスマーイール派の教義に優先的な地位を与えようとしていたことはすぐに明らかとなった。しかしながら、このアマーンは当面の間の目的は達成した。ヤーコフ・レフは「全体的に見れば」としつつ、「エジプト社会の幅広い階層に訴えかける説得力のある文章であった」と述べている。

### フスタートの占領
使節団は6月26日にジャウハルの書簡を携えてフスタートへ戻った。しかし、まだ使節団が到着する前にもかかわらず、軍が受け入れを拒否し、ナイル川の渡河を阻止して戦うことを決意したという噂が広まった。書簡が公に読み上げられた時、特に軍の将卒が声高に反対を叫んだ。これに介入したワズィールのジャアファル・ブン・アル＝フラートでさえ従うように説得することができなかった。ジャウハルはこれを受け、この遠征はビザンツ人に対するジハードであると宣言し、司法長官にその歩みを妨害する者は信仰の敵であり殺される可能性があることを確認させた。エジプト側ではニフリール・アッ＝シュワイザーンがイフシーディーヤとカーフーリーヤの共同の軍司令官に選ばれた。ニフリールは6月28日にローダ島を占拠し、ジャウハルが野営地を築いたナイル川西岸のギーザとフスタートを結ぶ舟橋の通路を掌握した。
史料によって記録の詳細が異なっているため、その後の交戦の経過は不明瞭である。最初の交戦は6月29日に行われたが、ジャウハルは撤退を余儀なくされ、その後、他の場所から川を渡ることに決めた。史料にもよるものの、ナイル川の渡河はイフシード朝から離脱したグラームの一団によって提供された舟か、フスタートの守備隊を支援するために下エジプトより派遣されたイフシード朝の艦隊からジャアファル・ブン・ファッラーフが奪った舟によって行われた。ジャアファル・ブン・ファッラーフがファーティマ朝の軍の一部を率いて川を渡ったが、渡河が行われた正確な場所は不明である。マクリーズィーによれば、4人のイフシード朝軍の指揮官が部隊と共に上陸可能な地点の防御を強化するために派遣されたものの、ファーティマ朝の部隊は困難を伴いながらも川を渡ることに成功した。そして7月3日に双方の軍隊が衝突した。戦闘の詳細は不明であるが、ファーティマ朝軍に対抗するためにギーザから向かったイフシード朝軍の全軍が壊滅し、ファーティマ朝側が勝利を収めた。その後、イフシード朝の残存部隊はローダ島を放棄して散り散りになり、フスタートを去って安全な場所を求め、シリアまで逃亡した。

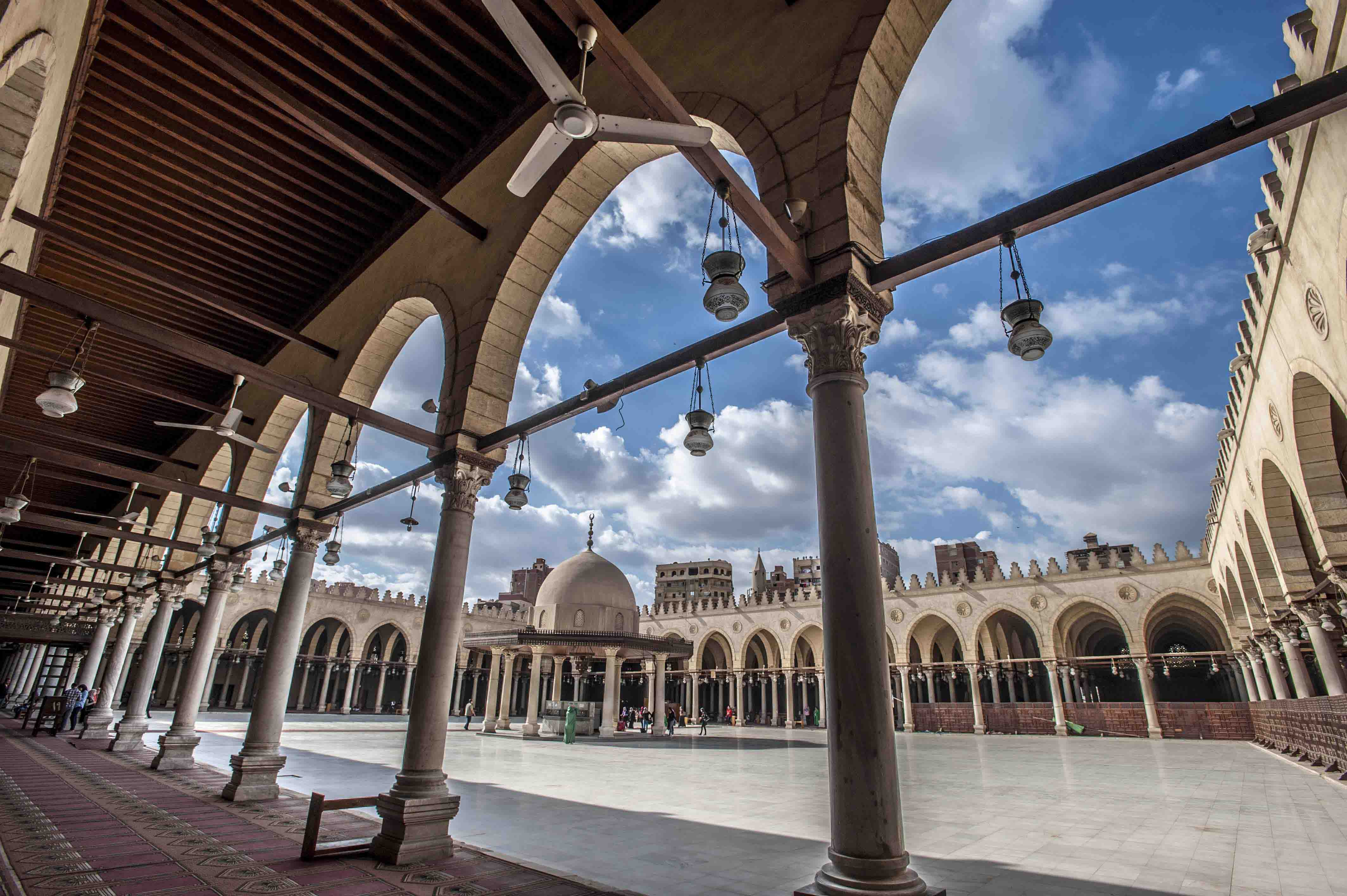
エジプトとアフリカで最古のモスクであるアムル・ブン・アル＝アース・モスク。ジャウハルはフスタートに入った直後のモスクの金曜礼拝を主導した。

フスタートはこれらの出来事によって混乱状態に陥ったものの、その最中にファーティマ朝のダーワが現れて治安部隊（シュルタ）の長官と連絡を取り、降伏の印として街の至る所に白いファーティマ朝の旗を吊り下げた。その間にシュルタの長官が旗を掲げて鐘を鳴らしながら街頭を行進し、ムイッズがカリフであると宣言して回った。軍隊の抵抗はジャウハルのアマーンの破棄につながり、慣例に従って都市の略奪が認められた。その上でジャウハルはアマーンの再開に同意し、アブー・ジャアファル・ムスリムにアマーンの維持を委ねた。その一方でジャアファル・ブン・アル＝フラートは逃亡した軍の指揮官の家を没収する任務を課された。
7月6日にジャアファル・ブン・アル＝フラートとアブー・ジャアファル・ムスリムは有力な商人を引き連れて舟橋を渡り、ギーザにいるジャウハルを表敬した。同じ日の夜にファーティマ朝の軍隊が橋を渡り始め、フスタートから北へおよそ5キロメートルの地点に野営地を築いた。次の日に施しが行われることが告知され、財源はジャウハルがともに運んできた財貨から賄われた。軍隊のカーディーであるアリー・ブン・アル＝ワリード・アル＝イシュビーリーによって金銭が貧しい人々に施された。7月9日、ジャウハルはフスタートのアムル・ブン・アル＝アース・モスクで行われた金曜礼拝を主導した。そこでスンニ派の説教師はアリー家の白の衣装に身を包んでメモにある馴染みのない文言を読み、フトバ（説教）をムイッズの名において朗誦した。

## ファーティマ朝の支配の強化

### イフシード朝の残存勢力の制圧とシリアへの拡大の試み
イフシード朝の残存勢力はパレスチナのアル＝ハサン・ブン・ウバイドゥッラーの下に集結したが、一方ではビザンツ帝国がさらに北のアンティオキアを長期に及んだ包囲の末に占領し、アレッポのハムダーン朝に臣従を強要した。この状況を受けてジャウハルは最後のイフシード朝勢力を制圧し、さらにはジハードを再開する約束を果たす姿勢を示してビザンツ帝国と対決するためにジャアファル・ブン・ファッラーフが指揮する軍隊を派遣した。
ファーティマ朝軍は970年5月にアル＝ハサン・ブン・ウバイドゥッラーを破って捕虜としたものの、ダマスクスの住民はクターマ族の兵士の粗暴な振舞いに激怒し、最終的に降伏して略奪を受けることになった970年11月まで抵抗を続けた。ファーティマ朝の軍隊はアンティオキアを包囲するためにダマスクスから北へ向かったが、結果はビザンツ帝国に対する敗北に終わった。さらに、同じ時期にジャアファル・ブン・ファッラーフは地域内のアラブのベドウィン部族と同盟したカルマト派の攻撃に直面し、971年8月の戦闘で敗れて戦死した。シリアとパレスチナにおけるファーティマ朝の支配の確立は失敗に終わり、エジプトへの道は無防備なまま残された。

### ヒジャーズにおけるファーティマ朝の支配権の承認

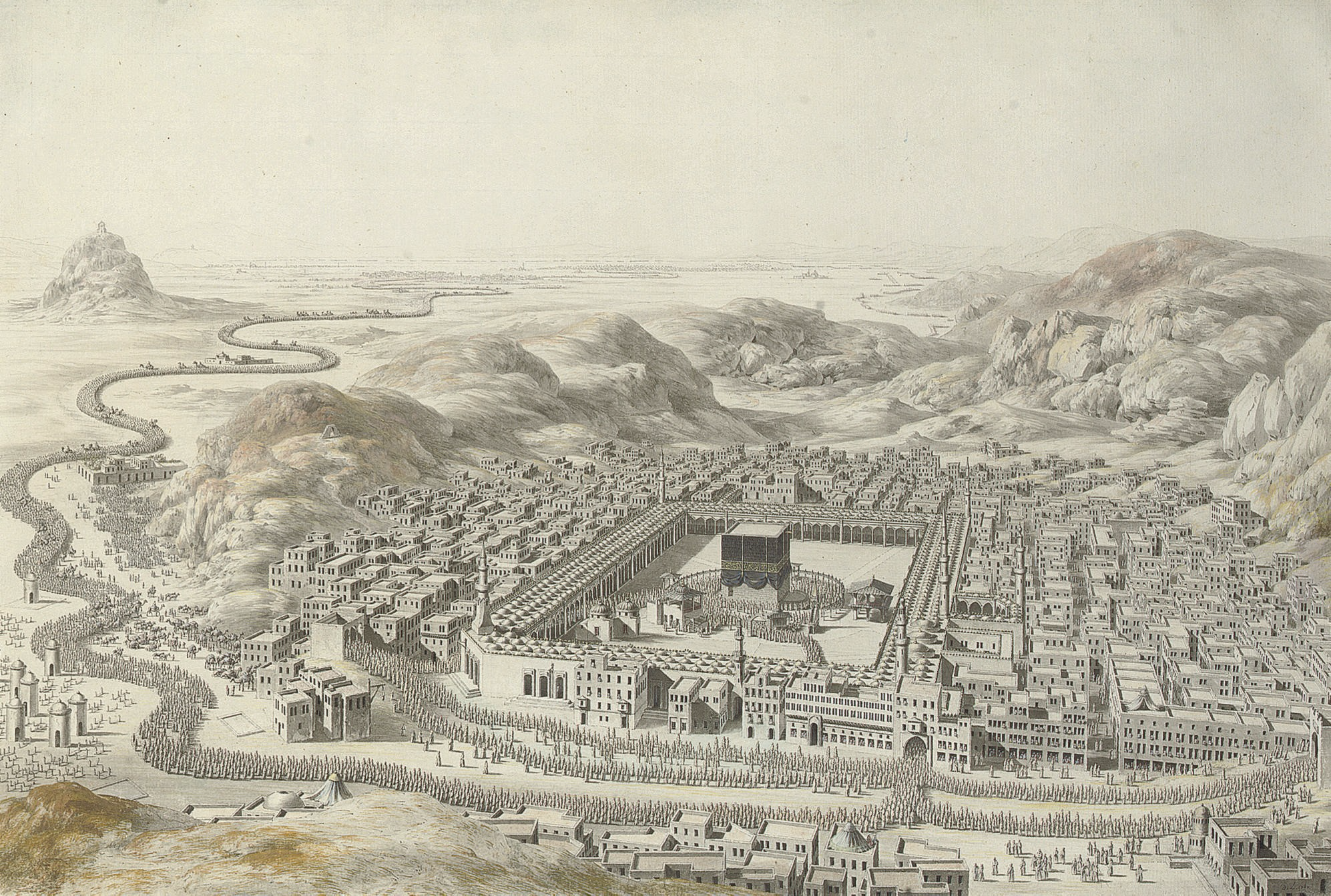
巡礼期のメッカを描いたイラスト（1787年）。ファーティマ朝はエジプト征服後にマディーナとメッカの支配権を獲得した。

ファーティマ朝は主にムイッズが十二分な量の金を贈ったことで、ヒジャーズ地方（アラビア半島西部）と二つのイスラームの聖地であるメッカとマディーナにおいてより大きな成果を上げた。フサイン家が支配的な勢力であったマディーナに対してはアブー・ジャアファル・ムスリムが大きな影響力を持っており、969年（イブン・アル＝ジャウズィーとイブン・アル＝アスィールによれば970年）には初めてファーティマ朝のカリフの名の下でフトバが読み上げられた。968年頃にメッカの支配を確立したばかりであったハサン家のジャアファル・ブン・ムハンマド・アル＝ハサニーは、ファーティマ朝によるエジプト征服の知らせが届くとすぐにムイッズの名においてフトバを読み上げたと言われている。しかし、ナジュム・アッ＝ディーン・ウマルは、ファーティマ朝のカリフの名の下でフトバを朗誦させるために972年にジャアファルに対してファーティマ朝とマディーナの連合軍が派遣されたと記録している。また、イブン・アル＝ジャウズィーとイブン・アル＝アスィールは974年になってようやく金曜礼拝でムイッズの名が朗誦されたとしており、一方でマクリーズィーは現代では失われたファーティマ朝の公文書を基に975年と記録している。いずれにせよフトバはファーティマ朝のカリフの名の下で読み上げられるようになり、さらには974年から975年にかけてメッカへの巡礼が再開された。これらのヒジャーズのアシュラーフによるファーティマ朝の支配者の地位の承認は、自らの正統性に対するファーティマ朝の主張を大きく後押しすることになった。

### エジプト総督としてのジャウハル
最も重要な居住地であり権力の中心地であるフスタートの占領は極めて重要な意味を持っていたものの、エジプトはまだ完全にはファーティマ朝の支配下に入っていなかった。ジャアファル・ブン・ファッラーフがシリアに進出していた間、ジャウハルはカリフの代理または総督としてファーティマ朝の支配力を強化するためにエジプトに留まった。ジャウハルの任務は秩序ある統治を回復し、新しい政権を安定させ、敗北したイフシード朝軍の残存勢力を掃討し、ファーティマ朝の支配を北方（ナイルデルタ地帯）と南方（上エジプト）へ拡大することにあった。

#### イフシード朝の兵士の処遇
すでに969年の時点でジャウハルはおよそ5,000人から6,000人の兵士とともにイフシーディーヤとカーフーリーヤの14人の指導者の降伏を受け入れていたが、指揮官は拘束され、軍隊は武装解除された。イフシード朝の部隊、指揮官、および一般兵の資産も同様に新しい政府によって組織的に押収された。
ファーティマ朝は以前のイフシード朝の兵士の忠誠を疑い、正規軍として自軍に組み入れることを拒否した。例外的に一部の元イフシード朝の将軍が現地に関する優れた知識を持っていたことでエジプトにおける反乱を抑えるために新政権の初期に雇われた。一方で、特に解散させられた一般兵は他の生計手段を奪われたために、ヤーコフ・レフの言葉を借りれば、非常時のための「戦闘要員の貯水池」として利用された。多くは971年のカルマト派の侵略に対抗するために採用されたが、カルマト派の侵略を撃退した後、ジャウハルはこれらの兵士のうち900人を拘束した。そして974年の二度目のカルマト派の侵略に対して採用されるまで解放されなかった。かつてのイフシード朝の兵士たちは、981年になってようやくいくつかの大きな敗北を喫したファーティマ朝の軍隊を補充するために採用された。一方、エジプトから逃亡したより多くのイフシード朝の兵士は代わりにカルマト派に加わった。

#### 内政と改革

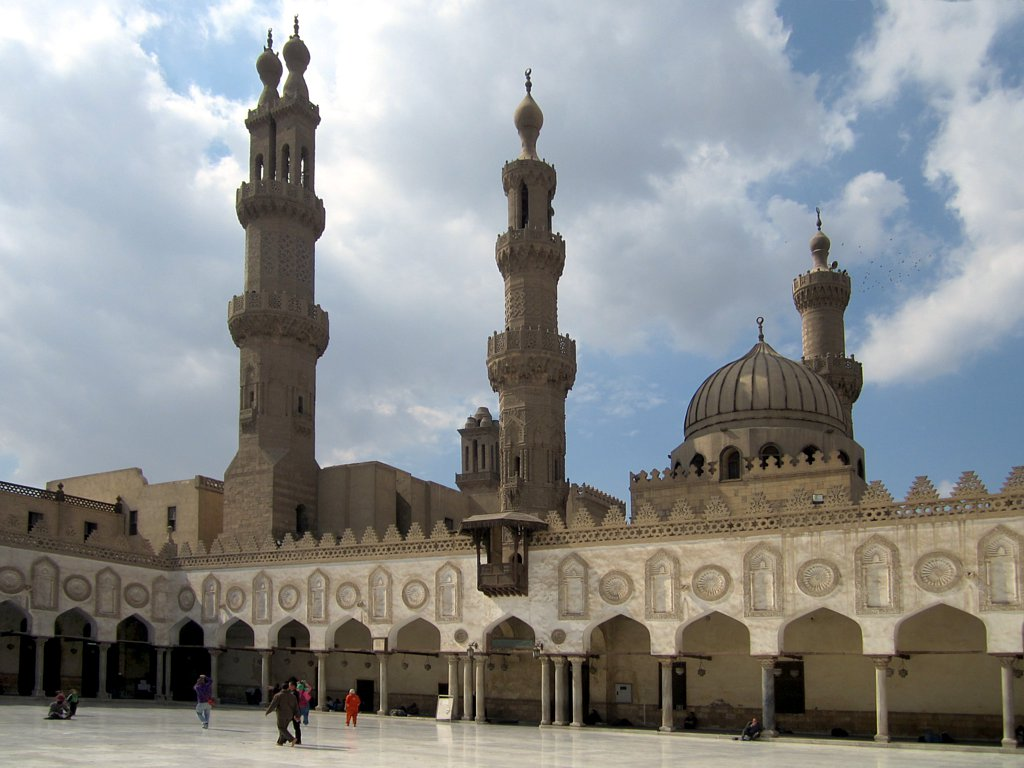
970年にジャウハルによって建設が開始されたアズハル・モスク。

国内政策ではジャウハルは地元の支配層から恨みを買うことを避け、秩序ある行政の継続を確保するために注意を払わなければならなかった。その結果、ジャウハルはイフシード朝政権の経験豊富な実務者の大部分をそのまま残した。ジャアファル・ブン・アル＝フラートは行政府の長官としてだけではなく、ワズィールとして司法長官やハティーブ（説教師）の長官と同様に留任した。ジャウハルはこれらの者を統制するためにクターマ族の監督官を任命しただけであった。また、ジャウハルは毎週開催される各種の苦情を審理する法廷（マザーリム）を設置し、一部の税金が撤廃され、財務官庁によって不法に没収された資産が所有者に返還された。
宗教問題ではジャウハルは慎重な態度をとり、イスマーイール派の儀式は徐々に導入されただけであった。アムル・ブン・アル＝アース・モスクでは差し当りスンニ派の儀式が維持されており、ファーティマ朝の軍営地におけるモスクとして機能していたイブン・トゥールーン・モスクでのみ、970年3月にファーティマ朝の礼拝の呼びかけ（アザーン）が導入された。それにもかかわらず、969年10月にはファーティマ朝の軍隊のカーディーがスンニ派のカーディーよりも1日早くラマダーンを終わらせたために両者の間で緊張が走った。また、ファーティマ朝政権は自身の宗教的な厳格さと不道徳と見なされていたイフシード朝の人々を変えさせる意図の両方を反映させるためにより厳格な道徳的規範を課した。これらの政策は政権へのスンニ派の宗教者層による高い評判を獲得することに貢献したが、いくらかの抵抗も引き起こした。
さらに、ジャウハルは自身の軍営地で主君のために新しい首都（後のカイロ）の建設を始めた。イフリーキヤの首都と同様に初めはアル＝マンスーリヤと名付けられ、特定の門や地区の名前までも真似て造られた。そして最も重要な建築物であるアズハル・モスクは、970年4月4日にジャウハルによって起工され、972年の夏に完成した。

#### 各地への宣撫とカルマト派の侵攻
ジャウハルは早ければ969年11月もしくは12月に上エジプトの盗賊団を掃討するために以前のイフシード朝の将軍であるアリー・ブン・ムハンマド・アル＝ハーズィンが率いる部隊を派遣した。一方でナイルデルタの状況はより不安定であった。湿地帯と地元住民の複雑な社会的、宗教的な分裂状態はクターマ族にとって馴染みのないものであったため、当初ジャウハルは以前のイフシード朝軍の将卒にも現地の経営を委ねていた。自身の部下とともにファーティマ朝に帰順したムザーヒム・ブン・ラーイクがファラマの知事に任命され、元イフシード朝軍の指揮官のティブルが重税に対する反乱を起こしたティンニースに派遣された。しかしティブルはすぐに反乱側へ寝返り、その指導者となって地元の人々に税の支払いを拒否するように働きかけた。甘言でティブルを帰参させることに失敗すると、ジャウハルはティンニースに対して別の部隊を送った。ティブルはシリアへ逃亡したものの、ファーティマ朝によって捕らえられて処刑された。

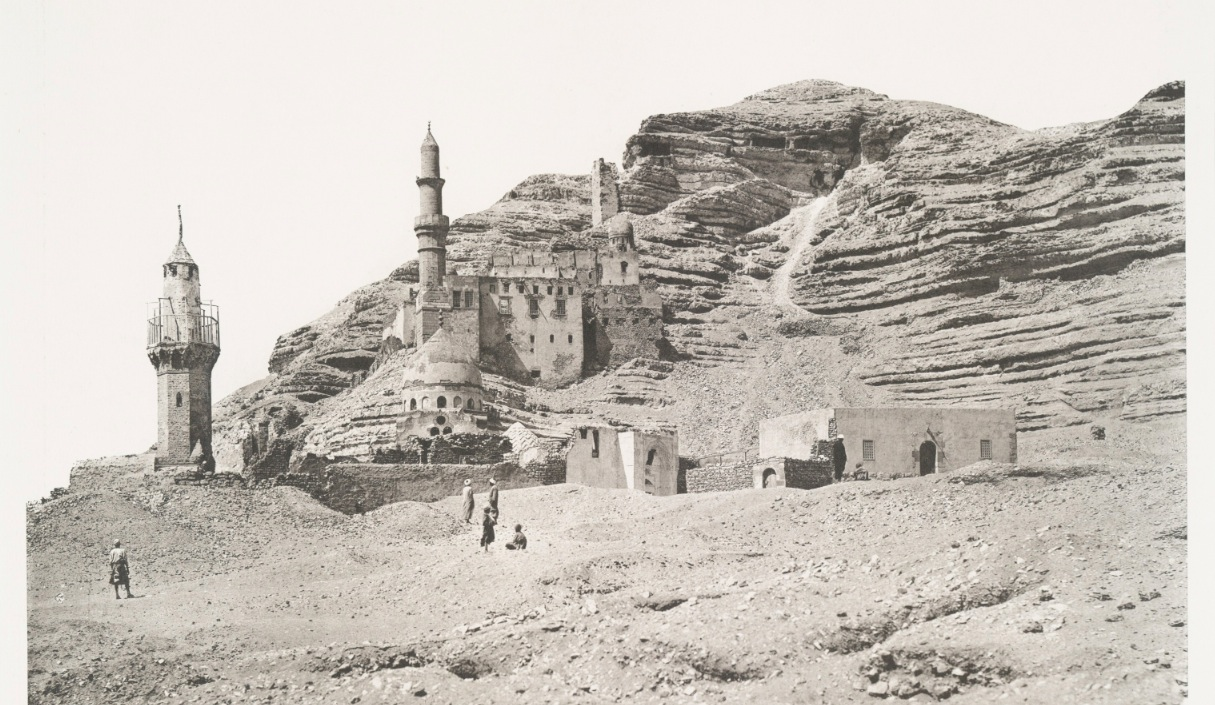
ムカッタムの丘の一角（1887年）

971年9月にジャウハルはジャアファル・ブン・ファッラーフに勝利した後にエジプトへ侵攻してきたカルマト派と対峙しなければならなかった。カルマト派の軍隊はフスタートへは直接進まずにデルタ地帯の東部に向かった。カルマト派の軍隊の到来はティンニースの抵抗を再燃させ、地域全体が反乱を起こした。ファーティマ朝の軍隊は一時的にファラマを奪回したが、反乱を前にしながらもカルマト派の軍隊を追跡してフスタートへ引き返さなければならなかった。しかしながら、これらの出来事はフスタートへのカルマト派の攻撃を2か月遅らせることになり、フスタートの北に位置するアイン・シャムスにナイル川からムカッタムの丘まで10キロメートルにわたって伸びる防御施設と堀を準備する時間をジャウハルに与えた。ファーティマ朝の将軍はフスタートのほぼ全ての男性住民に武装を命じ、大きな損害を被ったにもかかわらず、971年12月22日と24日の二回にわたった激しい戦闘の末に撃退することに成功した。カルマト派の軍隊は敗走してパレスチナへ撤退し、退却中に多くの者がジャウハルの報奨金を目当てに殺された。戦闘の2日後にイフリーキヤからアル＝ハサン・ブン・アンマール・アル＝カルビーが指揮する援軍が到着し、ファーティマ朝がエジプト全域の支配を確保した。
カルマト派の侵略はティンニースとナイルデルタにおける反乱を活発化させただだけでなく、反ファーティマ朝の運動の全面的な増加へとつながった。上エジプトでは以前の同盟者であるキラーブ族の指導者のアブドゥルアズィーズ・ブン・イブラーヒームがアッバース朝のカリフの名の下で反乱を起こし、これに対してヌビア人の将軍のビシャーラが指揮する遠征軍が派遣された。アブドゥルアズィーズは973年の初めに捕らえられ、檻に入れられてカイロへ移送された。
ナイルデルタにおける反乱は数年間続き、ジャウハルは反乱の対処に必要な資源の消費を抑えることができなかった。しかしながら、その後ファーティマ朝が力ずくによる鎮圧を強いられたのは、アル＝ハサン・ブン・アンマールの指揮の下で軍隊が派遣された972年の夏の時のみであった。カルマト派はティンニースを支援するために艦隊を派遣したが、972年9月もしくは10月に7隻のカルマト派の艦船と500人の乗組員がファーティマ朝の艦隊に捕らえられた。マクリーズィーはこれを1年後の973年6月もしくは7月の出来事と記録しており、このためティンニースに対して二回カルマト派の海軍の遠征が行われていた可能性がある。これはムイッズがカルマト派に対して二回海戦で勝利を収めたとするイブン・ズーラークの記録とも整合している。ティンニースは最終的に屈服し、報復行為を避けるために賠償金として1,000,000ディルハムの銀貨を支払った。

#### ジャウハルの統治の評価とその後の経過
ジャウハルの統治はエジプトの支配を確保することに概ね成功し、主にイスマーイール派の教義を課す際に慎重さと自制を見せたことで、新しい体制を地元住民に受け入れさせるという目標は大きく進展した 。しかしながら、壊滅的な結果に終わったシリアへの軍事行動とカルマト派の侵略の撃退、そしてエジプトの秩序の回復に向けた継続的な努力と新しい首都の建設は、人的資源と財政の莫大な支出を伴った。また、その間の数年間の混乱は、進行中であったエジプトの農業の回復とそこから徴税する政府の能力を低下させた。その結果、マイケル・ブレットの言葉を借りれば、「ジャウハルがフスタートの占領に成功を収めてから3年後、バグダードまで進出するという征服への期待、あるいは希望は打ち砕かれてしまった」。
972年5月に再占領したラムラを除き、シリアの大部分はファーティマ朝の支配の外に留まった。さらにそれだけではなく、ファーティマ朝は974年にカルマト派による二度目のエジプトへの侵攻に立ち向かわなければならなかった。再びナイルデルタ地帯がカルマト派に占領され、その間にアブー・ジャアファル・ムスリムの兄弟であるアフー・ムスリムに率いられたカルマト派の別働隊がカイロを迂回してアシュートとアフミームの間の地点に拠点を作った。アフー・ムスリムの到来はそれまで友好的であったファーティマ朝とアシュラーフの関係を乱し、多くの著名なアシュラーフの一族の若い後継者たちがアフー・ムスリムの下に向かった。ファーティマ朝は再度首都の住民に武装を命じ、ムイッズの息子の一人であるアブドゥッラーの部隊がカルマト派の主力部隊を破壊することに成功した。最終的にファーティマ朝は二度目のカルマト派の襲撃を撃退したものの、ダマスクスを占領してシリアの大部分へ支配を拡大することに成功したのは、ムイッズの後継者であるアル＝アズィーズ・ビッラーフ（在位：975年 - 996年）の治世となってからであった。

### エジプトへの遷都
最初のカルマト派の攻撃を撃退した後、地方の混乱が続いていたにもかかわらず、ジャウハルは主君のムイッズを迎えるにあたってエジプトが十分に鎮静化していると判断した。ファーティマ朝のカリフは宮廷全体、財宝、そして先祖の棺までも含むイフリーキヤからエジプトへの移動の準備を始めた。長い準備の末にファーティマ朝の支配者とその随行団は972年8月5日にイフリーキヤのマンスーリヤを出発し、アイン・ジェルーラに近いサルダーニヤに向かった。そこで次の4か月の間にカリフへの随行を望んだファーティマ朝の支持者たちが一団に加わってきた。10月2日にムイッズはブルッギーン・ブン・ズィーリーをイフリーキヤの総督に任命した。11月14日、人々と動物たちの巨大な隊列がエジプトに向けて出発し、973年5月30日にアレクサンドリア、続いて6月7日にギーザに到着した。途中、アブー・ジャアファル・ムスリムが率いる地元の名士の代表団と合流し、旅の最終段階で同行した。6月10日にムイッズはナイル川を渡り、フスタートとそこで準備されていた祝賀祭を無視して新しい首都に直行した。ムイッズはその都市の名前をカイロの名で知られるアル＝カーヒラ・アル＝ムイッズィーヤ（ムイッズの勝利）と改名した。
ファーティマ朝のカリフとその宮廷の到着はエジプトの歴史における重要な転換点であった。すでに先行したトゥールーン朝とイフシード朝政権の間にエジプトはプトレマイオス朝以来初めて独立した政体の中心地となり、自立した一大地域勢力として浮上していた。それにもかかわらず、これらの政権の野心は地域的なものに留まり、その野心はアッバース朝の宗主権の範囲に留まっていた政権の支配者の人格と結びついていた。これとは対照的にファーティマ朝政権はアッバース朝に対して明確な敵対姿勢を取り、イスラーム世界の統一という自身に与えられた宗教的な使命を帯びて、拡大主義的であるとともに革命的な勢力であることを示した。この出来事は東方のイスラーム世界における十二イマーム派とスンニ派の発展にも影響を与えた。ファーティマ朝がイスラーム世界における指導者の地位を真剣に主張する存在として現れたために、他のシーア派、特に最大の宗派である十二イマーム派はイスマーイール派のファーティマ朝との差別化を余儀なくされ、独自の教義、儀式、祭礼を特徴とする明確に異なる集団となることでより一層分離が進んでいった。さらにスンニ派の間でも同じような変化を促され、アッバース朝のカリフのカーディル（在位：991年 - 1031年）によってスンニ派の教義と反シーア派を掲げた綱領が成文化されるに至った。その結果として、シーア派とスンニ派の間で相互に排他的な集団となる形で分断が固定化した。歴史家のヒュー・ナイジェル・ケネディが記しているように、「もはや単なるイスラーム教徒でいることは不可能だった。スンニ派かシーア派のどちらか一方であった」。
エジプト征服から2世紀後の1171年にサラーフッディーンによってファーティマ朝の支配は終焉を迎え、結果としてファーティマ朝は野心の実現に失敗した。そしてエジプトでスンニ派による統治とアッバース朝の宗主権が復活した。それでもなお、ファーティマ朝はエジプトを変容させ、普遍的な帝国の中心地としてのカイロの基礎を築いた。それ以来カイロはイスラーム世界の主要な中心地の一つであり続けている。